# Štumpf
Štumpf je priimek več znanih Slovencev:
- Peter Štumpf (*1962), rimskokatoliški škof